# Dieter Borst
Pour les articles homonymes, voir Borst.
Dieter Borst, né le 12 mai 1950 à Schramberg, est un peintre allemand.

## Sa vie
- 1969 : études à l'école des Arts Plastiques de Munich
- 1972 : voyage d'étude de 6 mois en Afrique de l'ouest
- 1973 : Début de ses travaux graphiques
- 1997 : Déménagement sur l'île de la Grande Canarie
- 2007 : Lors d'un  grand incendie sur l'île qui a détruit sa maison, Dieter Borst a perdu des centaines de peintures de ses différentes périodes de création
- Ses travaux sont exposés dans le monde entier, notamment à New York, Cologne.
- On peut voir certaines de ses œuvres à l'établissement de cure de Freudenstadt

## Son œuvre
Son univers est celui d'une peinture informelle. Dans ses œuvres, la réalité est réduite à des structures qui, libérées de tout motif principal, transmettent leur propre message. Dans ses tableaux, le trait constitue l'élément le plus important; il est formé de nombreux segments de couleurs. Dieter Borst épure au maximum ce qu'il voit, vit et ressent .Il supprime tout ce qui nous éloignerait de l'essentiel. Les couleurs qui caractérisent ses œuvres sont avec le noir, des tons neutres atténués. Les formes corporelles sont brisées. Les membres prennent, sous d'autres formes une signification abstraite afin de suggérer le monde qui nous entoure. Des lignes en apparence régulières et ordonnées, sont interrompues par des éléments dynamiques et des taches de couleur qui, à la fois brisent l'harmonie et en même temps les réunissent puissamment. D'autres éléments récurrents et essentiels que nous retrouvons dans les tableaux de Dieter Borst, ce sont ces lignes dotées de leur propre énergie qui jaillissent hors du champ de vision.

## Galerie

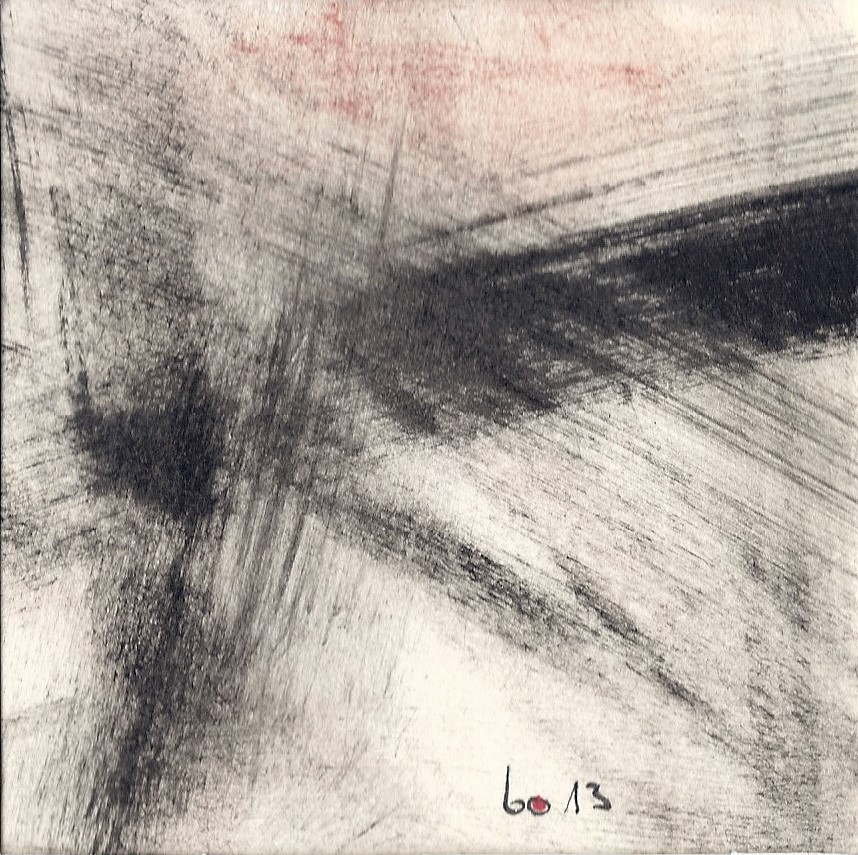
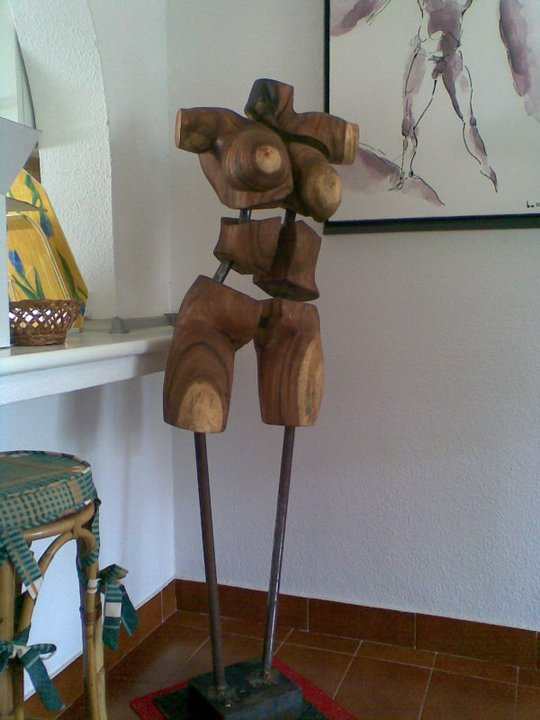
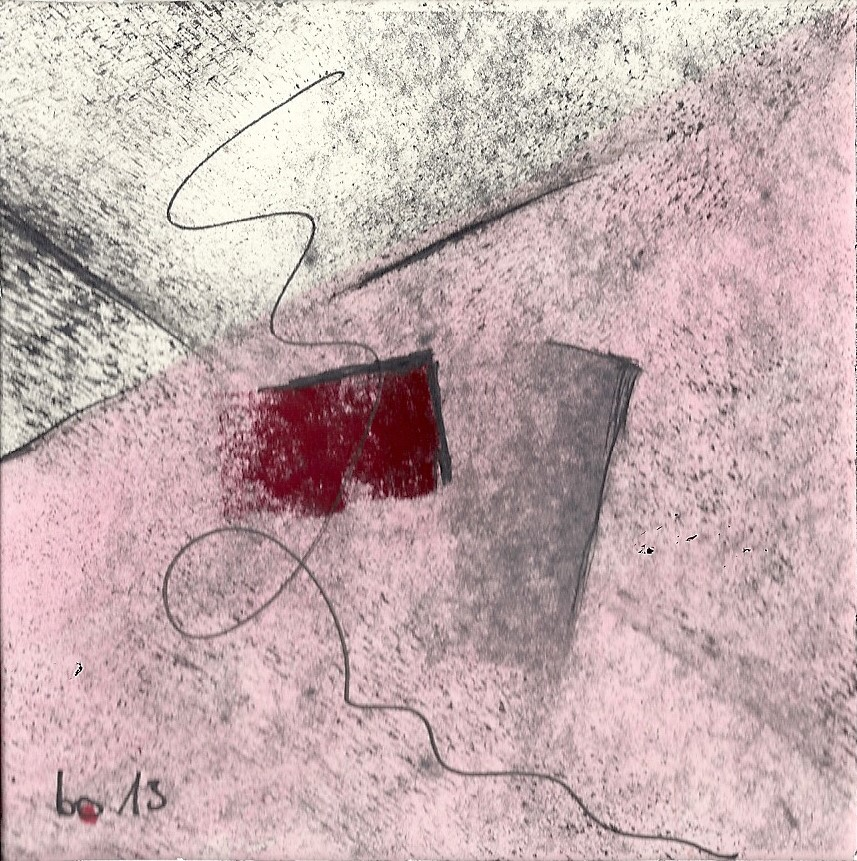
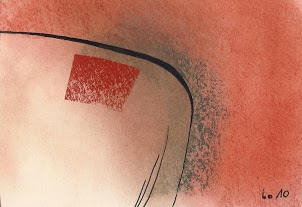
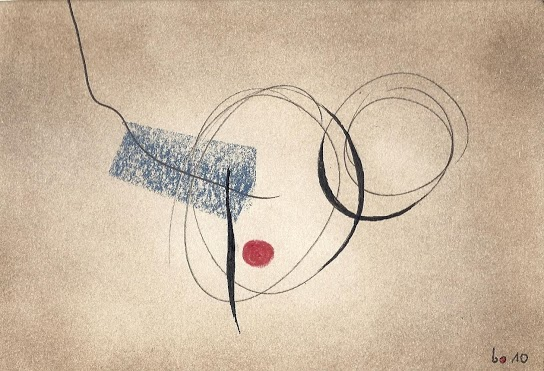
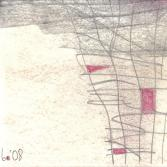
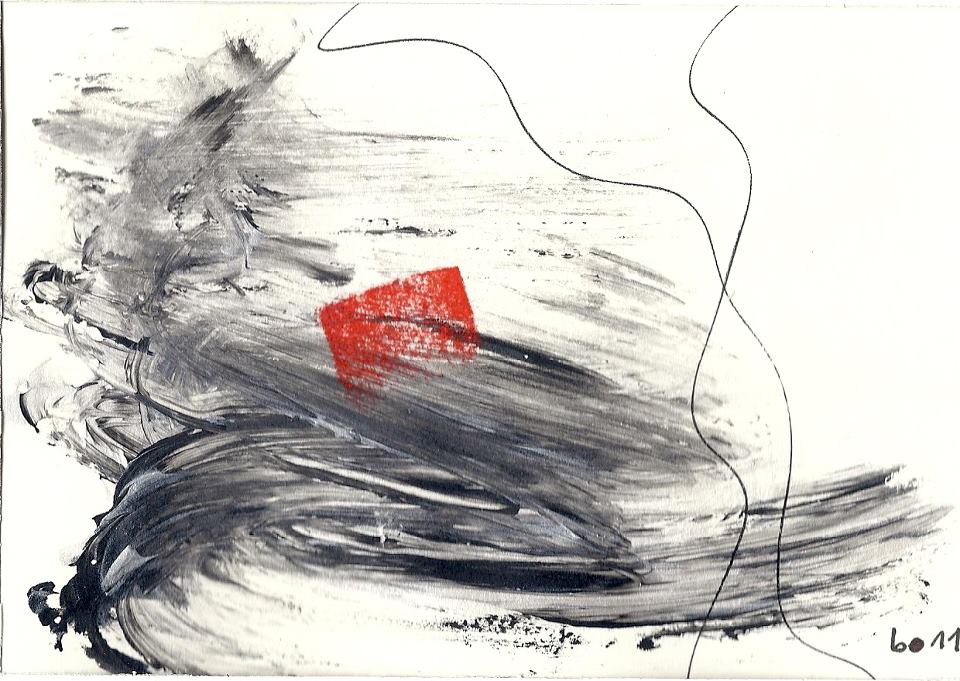
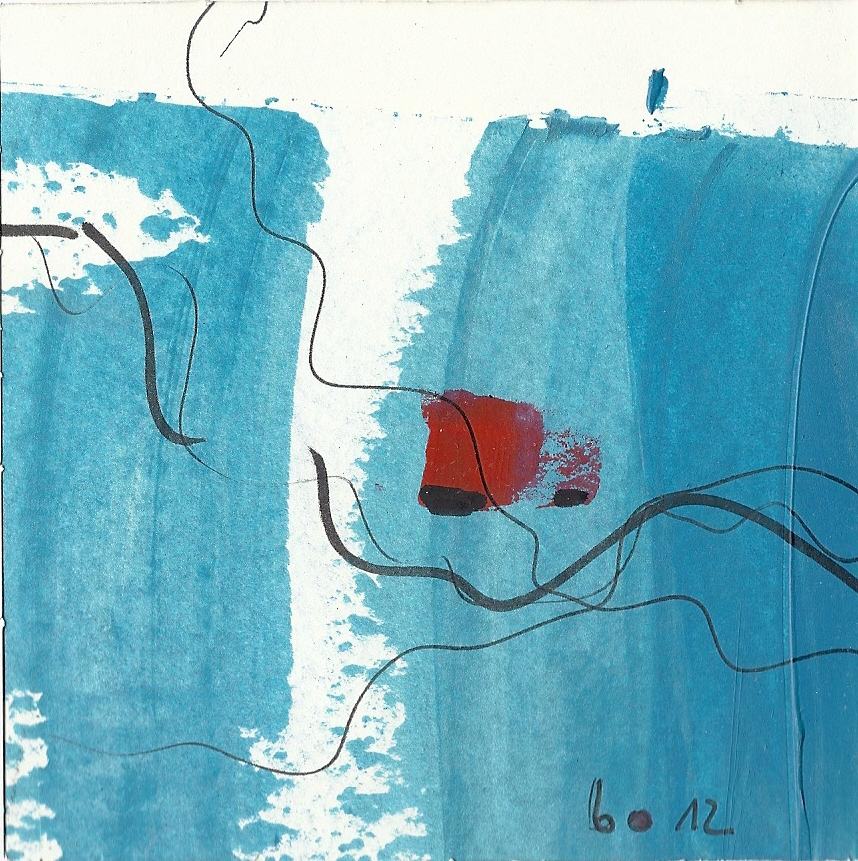
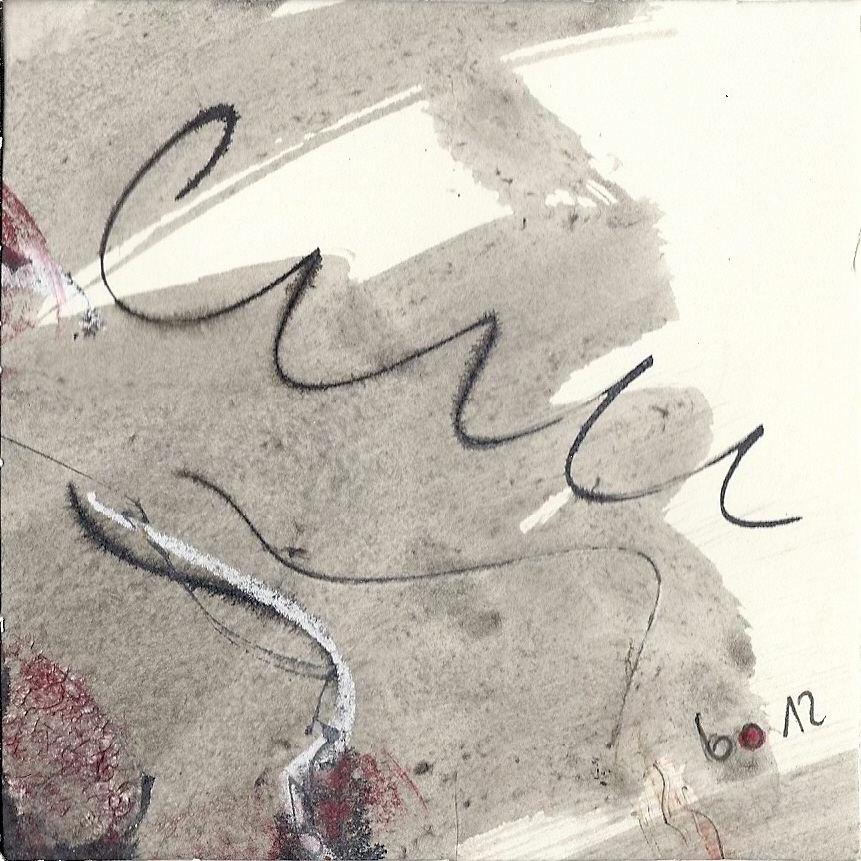
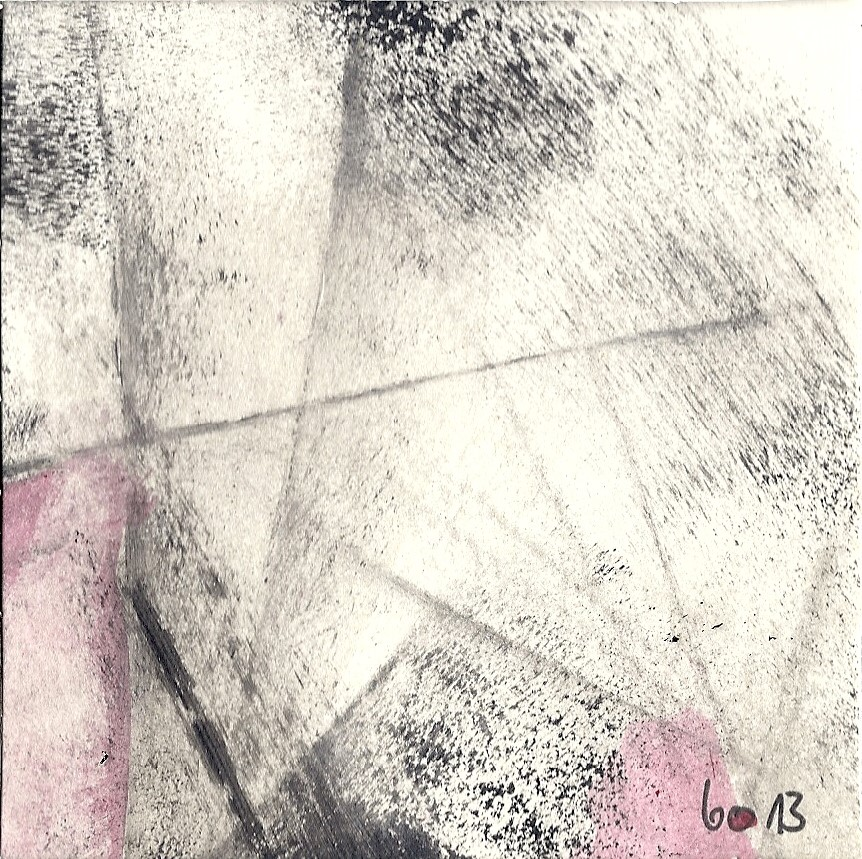
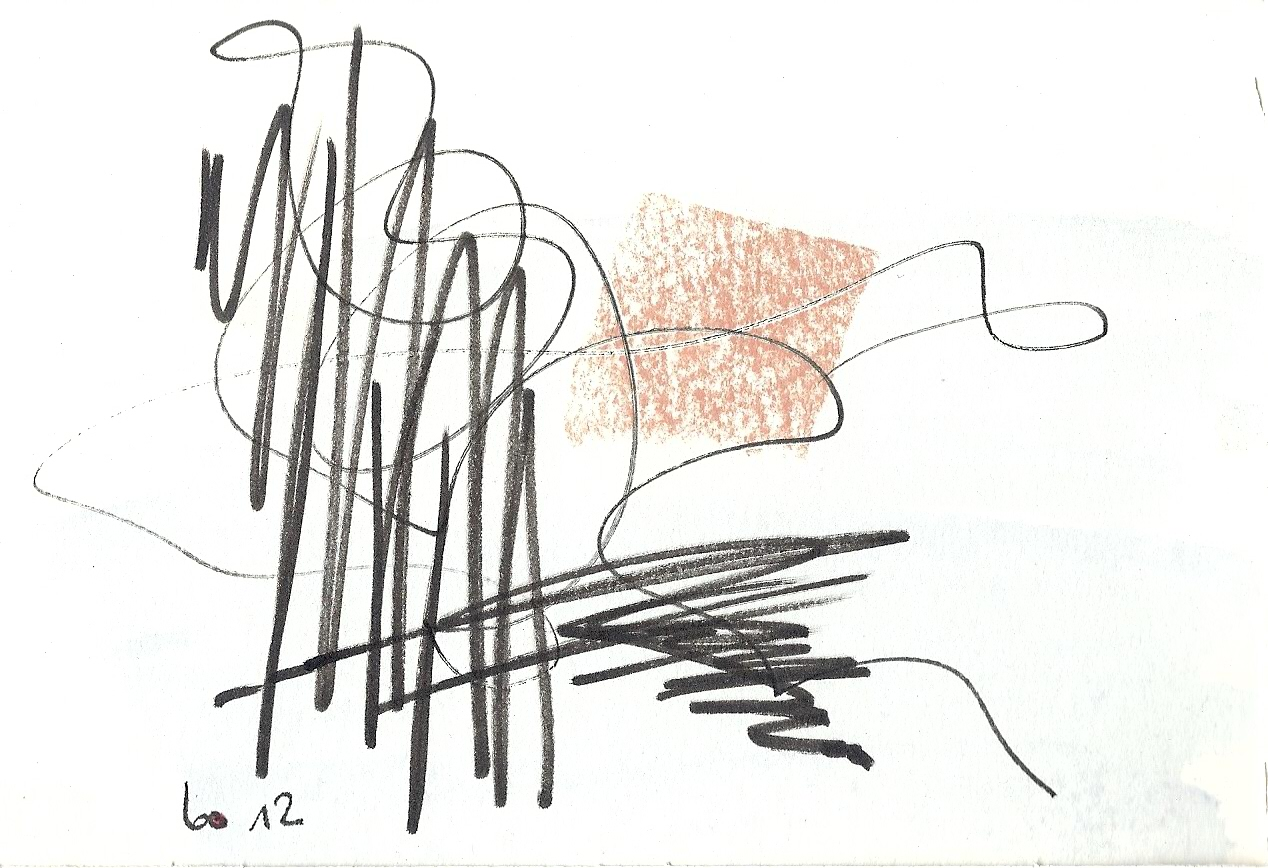
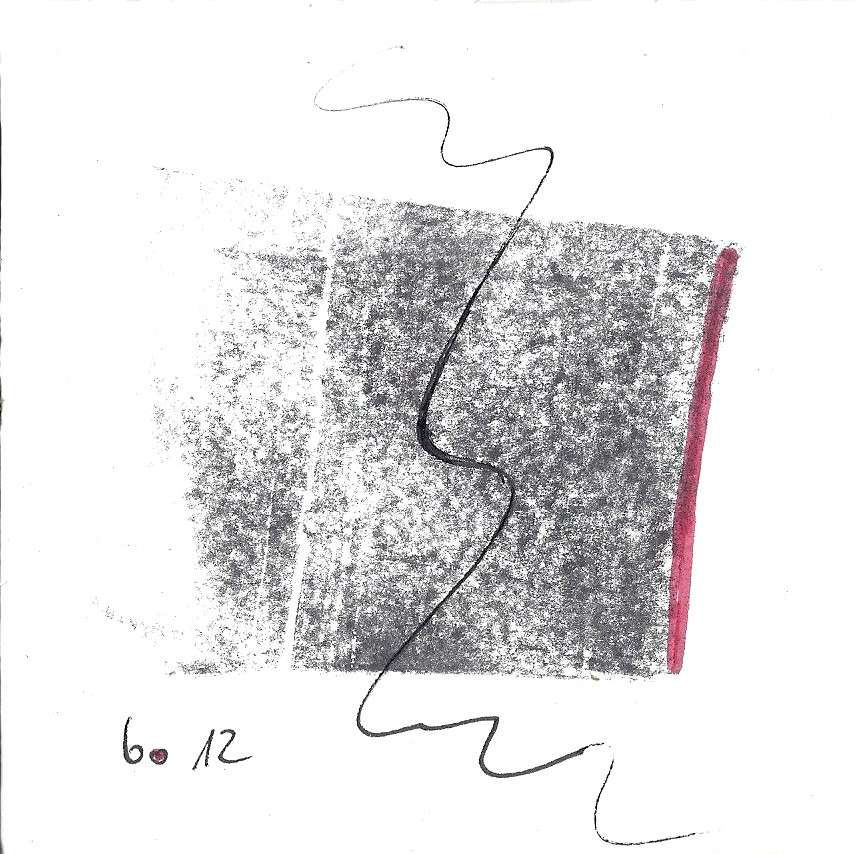